# 금전채권
금전채권(金錢債權)은 일정액의 금전의 인도(지급)를 목적으로 하는 채권이다. 금전채권은 법률행위 또는 법률의 규정에 의해 성립한다.

## 종류
그 종류로 금종채권, 특정금전채권, 종류금전채권, 외화채권 등이 있다. 금전채권을 특수한 종류채권으로 파악하는 것이 보통인데, 종류채권에서 중등 품질 재화의 제공이나 종류 채권 특정 규정은 적용되지 않는다. 금전채권의 특수성상, 이행불능은 생각할 수 없고 이행지체만 성립한다. 매매·임대차·고용·도급 등의 유상계약에서는 그 반대급부의 내용이 대부분 금전의 지급이므로 매매대금·대금(貸金)·임금(賃金) 등의 채권은 모두 금전채권이다. 손해배상도 민법상 금전배상이 원칙이므로(채무불이행에 관하여 394조. 불법행위에 관하여 763조) 채무불이행이나 불법행위에 의한 손해배상청구권도 원칙적으로 금전채권이다.(대한민국 민법 제394조)

### 금종채권
일정한 종류의 통화로 지급하기로 정한 금전채권을 말한다. 예를 들어 1달러지폐로 100불을 지급하기로 한 약정이 금종채권이다.
- 금종 채권이랑 금전채권은 다른 것이다.

### 외화채권
다른 나라 통화로 지급하기로 된 금전채권을 외화채권이라고 한다.

## 특성
금전채권이 채권에서 수행하고 있는 사회적 역할은 매우 크다. 금전에 있어서는 개성이 문제가 되는 경우가 없으므로 금전채권의 이행에 대해서는 특수한 취급을 받는다. 예를 들면 금전채권에 대하여 이행불능이라는 것이 생기지 아니하는 것은 그 하나이다. 채무자가 자력(資力)이 없어서 지급하지 못한다든가 어제 도적을 당하여 돈을 빼앗겼기 때문에 지급할 수 없다든가 하는 것은 이행불능이 되지 아니한다. 돈이 손에 들어오게 되면 지급이 가능하게 되기 때문이다. 특정의 가옥이나 특정의 그림과 같은 경우에 이러한 물건이 멸실하게 되면 이행하고 싶어도 이행할 수 없게 된다는 것과는 다르다. 따라서 금전채권에 대해서는 이행기에 이행하지 못할 때는 언제나 이행지체의 책임이 생긴다. 다만 이 경우의 손해배상이 또한 특별한 것으로서 채무자의 과실이나 실(實) 손해의 유무에 관계없이 법정이율(민사(民事)는 연리 5%, 상사(商事)는 연리 6%)에 의한 지연이자라는 형태를 취한다. 채권자로서는 상대방의 과실이나 자기의 손해의 발생에 대해서 아무런 증명을 할 필요가 없는 대신 손해배상의 금액이 한정되게 되는 셈이다(397조). 아무래도 지연이자 정도로는 실 손해를 전보(塡補)할 수 없을 염려가 있는 경우 등에는 미리 특약에 의하여 손해배상에 대하여 별도의 정함을 해두지 않으면 아니 된다. 또한 금전에는 개성이 없으므로 채무자는 어느 통화로 지급하느냐는 자유이다. 그러나 강제통용력이 있는 것이 전제가 되며 또한 통화의 종류를 미리 정해 놓았을 경우는 다르다(378조). 보관됨 2013-01-11 - archive.today
타이의 법정 이율은 연리 7.5%이다.

## 참고 문헌
- 이상태, 물권 채권 준별론을 취한 판덱텐체계의 현대적 의의, 건국대학교출판부, 2006. ISBN 8971074310.